# KDM

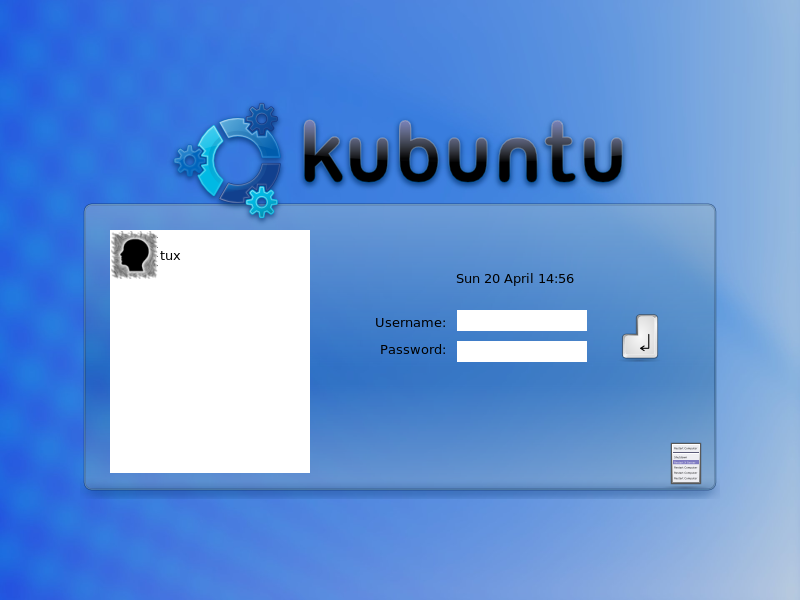
KDM, Kubuntu

KDM, akronym för KDE Display Manager som använder KDE som grafiskt inloggningsgränssnitt för unix-baserade operativ system. KDE är en gratis skrivbordsmiljö för Linux/Unix operativsystem.